# Bleekbekamarant
De bleekbekamarant (Lagonosticta landanae) is een zangvogel uit de familie Estrildidae (prachtvinken).

## Verspreiding en leefgebied
Deze soort komt voor van Cabinda en de onderloop van de rivier de Congo tot noordwestelijk Angola en zuidelijk Congo-Kinshasa.